# 小松清志
小松 清志（こまつ きよし、1955年9月21日 - ）は、日本の経営者。光栄(現在のコーエーテクモゲームス)社長を務めた。

## 来歴・人物
神奈川県出身。1980年に早稲田大学法学部を卒業し、同年に丸山製作所に入社。1989年に光栄に転じ、1996年に取締役に就任し、2000年4月に専務を経て、2001年6月から2007年3月までに社長を務めた。